# Зоїл I
Зоїл I Дікайос (Праведний) (*Ζωΐλος Α΄ ὁ Δίκαιος, д/н — 120 до н. е.) — індо-грецький цар Паропамісадів і Арахозії у 130 до н. е.—120 до н. е. роках.

## Життєпис
Походив з династії Євтидемідів. Втім про його батьків відсутні відомості. Після смерті у 130 році до н. е. індо-грецького царя Менандра I, скориставшись малолітством царя Стратона I та регентши Агатоклеї. Зумів захопити Парорпамісади, а потім Арахозію. Проте, можливо, в Арахозії став правити після 150 року до н. е. Можливо, спочатку тут був сатрапом Менандра I, а згодом перебрав повністю владу над цими землями.
Близько 120 року до н. е. відбив спробу Стратона I відвоювати Паропамісади, після чого Зоїл I перейшов у наступ й відвоював гірські райони сучасного Панджабу. Після цього переніс столицю до Таксіли.
Виявлено значну кількість срібно-нікелевих тетрадрахм Зоїла I, які карбувалися за аналогом Агафокла I і Євтидема II. Разом з тим став карбувати двомовні написи — давньогрецькою мови й палі. Бронзові монети мали зображення, в яких простежується вплив юечжі, що захопити Греко-Бактрійське царство. Аналіз нумізматичної спадщини цього царя свідчить про певний вплив буддизму в часи Зоїла I. Спадкував його Лісій I.